# Edgar Howard Sturtevant
Pour les articles homonymes, voir Sturtevant.
Edgar Howard Sturtevant, né le 7 mars 1875 à Jacksonville (Illinois) et mort le 1er juillet 1952 à Branford (Connecticut), est un linguiste américain. Son frère cadet est Alfred Sturtevant, généticien.

## Biographie
Il étudie à l'université de Chicago dont il obtient son doctorat en 1901 pour sa thèse sur les formes de cas latins. Il devient ensuite professeur assistant de philologie classique à l'université Columbia à New York avant de rejoindre la faculté de linguistique de l'université Yale en 1923.
Il est le père de l'hypothèse indo-hittite, qu’il formule en 1926 en s’appuyant sur le travail de pionnier par lequel il établit le caractère indo-européen du hittite et des langues anatoliennes apparentées, le hittite présentant plus de traits archaïques que les formes normalement reconstruites pour le proto-indo-européen.
On lui doit la première grammaire hittite acceptable d'un point de vue scientifique, avec une chrestomathie et un glossaire. Il a formulé la loi dite de Sturtevant (redoublement des consonnes représentant des occlusives non voisées proto-indo-européennes) et il a jeté les bases de la loi de  Goetze-Wittmann (faisant de la spirantisation des consonnes occlusives palatales sourdes devant u l'origine principale de l'isoglosse centum-satem). L'édition révisée de 1951 de sa grammaire (co-écrite avec E. Adelaide Hahn) est encore utile aujourd'hui, bien qu’elle ait été dépassée par la grammaire de la langue hittite de Hoffner et Melchert publiée en 2008.

## Sources
- "Edgar Howard Sturtevant". Grande Encyclopédie soviétique, 3e édition (1970–1979).
- Harry Hoffner  et Craig Melchert, 2008. A Grammar of the Hittite Language, Winona Lake (Indiana): Eisenbrauns.